# Вассербур
Вассербу́р (фр. Wasserbourg) — коммуна на северо-востоке Франции в регионе Гранд-Эст (бывший Эльзас — Шампань — Арденны — Лотарингия), департамент Верхний Рейн, округ Кольмар — Рибовилле, кантон Вендзенем. До марта 2015 года коммуна административно входила в состав упразднённого кантона Мюнстер (округ Кольмар).
Площадь коммуны — 9,47 км², население — 491 человек (2006) с тенденцией к стабилизации: 454 человека (2012), плотность населения — 47,9 чел/км².

## Население
Численность населения коммуны в 2011 году составляла 462 человека, а в 2012 году — 454 человека.
| 1962 | 1968 | 1975 | 1982 | 1990 | 1999 | 2005 | 2006 | 2008 | 2010 | 2011 | 2012 |
| ---- | ---- | ---- | ---- | ---- | ---- | ---- | ---- | ---- | ---- | ---- | ---- |
| 326  | 308  | 265  | 271  | 425  | 473  | 492  | 491  | 480  | 462  | 462  | 454  |

Динамика населения:

## Экономика
В 2010 году из 316 человек трудоспособного возраста (от 15 до 64 лет) 249 были экономически активными, 67 — неактивными (показатель активности 78,8 %, в 1999 году — 72,7 %). Из 249 активных трудоспособных жителей работали 232 человека (126 мужчин и 106 женщин), 17 числились безработными (7 мужчин и 10 женщин). Среди 67 трудоспособных неактивных граждан 14 были учениками либо студентами, 39 — пенсионерами, а ещё 14 — были неактивны в силу других причин.
На протяжении 2011 года в коммуне числилось 176 облагаемых налогом домохозяйств, в которых проживало 460,5 человек. При этом медиана доходов составила 21357 евро на одного налогоплательщика.

## Достопримечательности (фотогалерея)

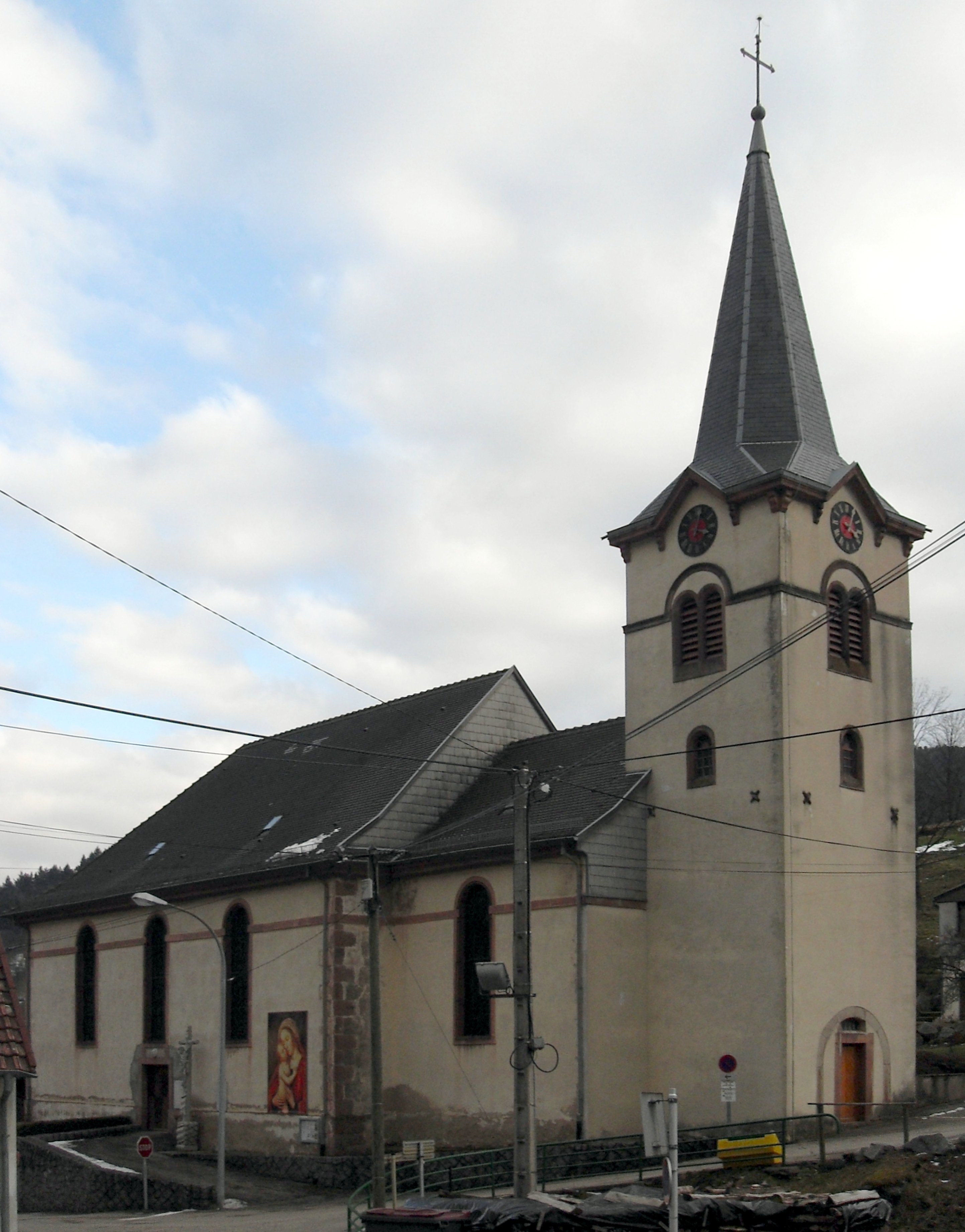
Церковь